# George P. Bush

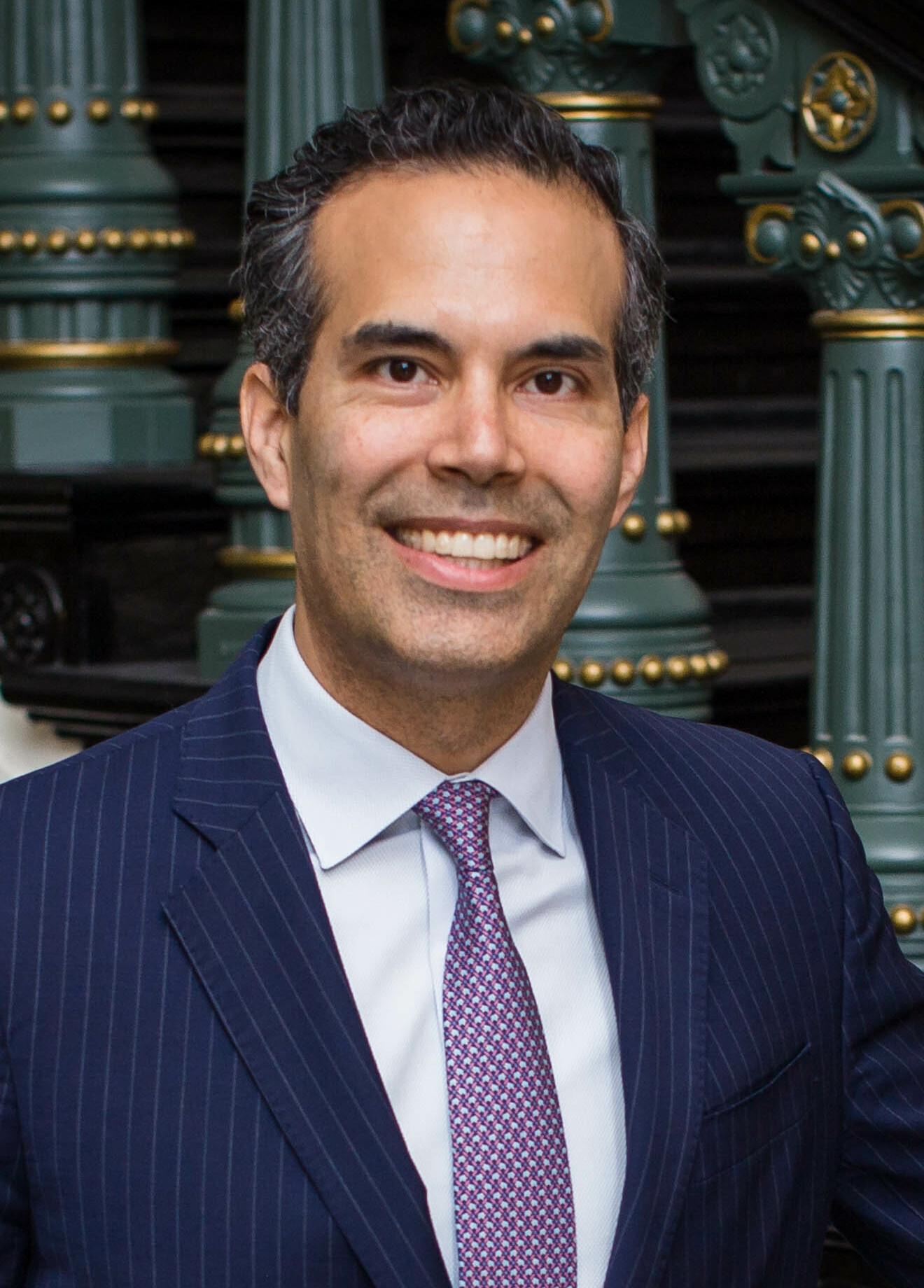
George P. Bush (2019)

George Prescott Bush (* 24. April 1976 in Houston, Texas) ist ein US-amerikanischer Unternehmer und Politiker (Republikanische Partei). Vom 2. Januar 2015 bis 2023 war er Texas Land Commissioner.

## Leben
Bush ist das älteste Kind des Politikers Jeb Bush und dessen mexikanischer Frau Columba Bush (geborene Garnica Gallo). Er besuchte die Rice University. Später studierte er an der Law School der University of Texas, erhielt dort einen Juris Doctor und wurde anschließend bei Akin Gump Strauss Hauer & Feld LLP tätig. Bush ist Mitgründer der Unternehmen Pennybacker Capital LLC und St. Augustine Partners LLC.
Bush wurde am 4. November 2014 zum Texas Land Commissioner gewählt und setzte sich damit gegen den Demokraten und ehemaligen Bürgermeister von El Paso, John Cook, durch. Er trat das Amt am 2. Januar 2015 an. Das Amt des Texas Land Commissioner ist der älteste per Wahl zu vergebene Posten in Texas und zeichnet unter anderem für den Umgang mit staatseigenen Ländereien und die Aufsicht über die Einkünfte aus dem Öl- und Gassektor im Bundesstaat verantwortlich. Im November 2018 erfolgte seine Wiederwahl. 2022 trat er zur Wahl des Attorney General von Texas an. Er musste sich letztlich in einer Stichwahl vom 24. Mai 2022 noch in den Vorwahlen dem bisherigen Amtsinhaber Ken Paxton geschlagen geben.
Bush ist verheiratet und hat zwei Söhne.